# Pagode Du Hang
La pagode Du Hang est une pagode de la ville de Hải Phòng au nord du Viêt Nam inscrite au patrimoine historique. Elle se trouve à 1,5 km au sud-ouest de la rue principale du centre-ville, la rue Dien Bien Phu. C'est l'une des pagodes vietnamiennes dont la fondation remonte le plus loin dans l'histoire du pays, puisque celle-ci a eu lieu au tournant du Xe siècle et du XIe siècle sous la dynastie Lê.
Le roi Trân Nhan Tong (1258-1308) aimait à venir y prêcher.
La pagode a été reconstruite plusieurs fois. L'édifice actuel date du XVIIe siècle sous la dynastie Ly, à l'écart du village de pêcheurs qui donna ensuite naissance au port de Haïphong développé par les Français. La pagode a été bâtie par un moine, ancien officier de la garde impériale. Elle a été rénovée en 1899 avec un nouveau clocher.
Elle abrite plusieurs statues de l'époque de la dynastie Nguyen et une collection de gongs.